# Klamath
 Ovo je glavno značenje pojma Klamath. Za druga značenja pogledajte Klamath (razdvojba).
Klamath (Máklaks) je sjedilačko Lutuamian pleme s močvara i jezera Klamath, te uz rijeke Williamson i Sprague u jugozapadnom Oregonu. Danas žive uz jezero Klamath s plemenima Yahuskin i Modoc; 3,500 (2000.). 

## Ime
Riječ Klamath nepoznatog jer porijekla i značenja, po mišljenju Swantonu, možda od nekih plemena iz doline rijeke Columbie. Sami sebe Klamathi nazivaju Máklaks (=ljudi), a postojao je i niz naziva koja su im dala susjedna plemena što su s njima bila u doticaju. Kod plemena Nez Percé imenom Aígspaluma ili skračeno Aígspalo, Aíspalu, označavala su se sva plemena s rezervata Klamath, a označava 'narod čipmunka', ime za sjevernoameričku prugastu vjevericu "people of the chipmunks." Nekoliko naziva vezana su uz njihov lokalitet uz jezero Klamath, a to su  'Alámmimakt ísh'  (od ala'mmig, "Upper Klamath Lake"), što su im ga dali Indijanci Achomawi i Dak`-ts!aam-al-ae (ili) Dak`-ts!aew-an-a'e, Takelma Indijanaca koji označava "those above the lakes." Postoji i njihov vlastiti naziv kojim sebe označavaju kao stanovnike uz jezera, to je  'E-ukshik-ni máklaks'  ili "people of the lakes". Kolektivnim imenom Plaíkni označavana su također plemena Klamath, Modoc i Zmijski Indijanci Yahuskin sa Sprague Rivera. Kod zapadnih Shasta nazivalo ih se Makaítserk, tu su još nazivi Sáyi (Northern Paiutes); Tapáadji, kod Ilmawi Indijanaca, i Wols, njihovih zapadnih susjeda, plemena Latgawa. 

## Bande
- a'ukckni (A'kchni; 29 sela): banda s Klamath močvara i Williamson Rivera. Sela su im bila: mu'tcuia'ksi, k'Etaiwa's, gupgua'ksi (močvara Klamath), i'wal, kla'djoksi, du'`ilkut, awn'lwaskan, wa'ktale's (na mjestu gdje Williamson ističe iz močvare), la'laks (ibid.), lobo'kstsoksi (lijeva obala Sprague, mjerstu gdje se danas nalazi željeznički most), k!otcwa'ets (južna obala Sprague), koma'eksi, ka'umkan, hicdic- lue'lukc (zapadno od Gearhart Mountaina), bEzukse'was (desna obala Williamsona), takalma'kcda (ibid.), k'tai'di, djigia's, k!o'ltawas, at'awikc, ya'ak, tsa'k'wi, wita'mumpsi, goyEmske'Egis' (ili) kiEke'tsus, wEla'lksi (istočna obala Agency Lake), lok'o'gut (blizu Agency Lake), tco'klalumps. Ostala sela možda su bila ya'mzi na zaapdnoj strani Yamsay Mountaina i kokena'oke, sa Spring Creeka, važne utoke u močvaru Klamath.
- du'kwakni (Du'kwakni; 6 sela): Ova banda imala je sela na delti rijeke Williamson, to su: mo'aksda, la'wa'lstot, wickamdi, mo'ginkunks, djingus.
- gu'mbotkni (Gu'mbotkni; 12 sela): banda gu'mbotkni je s Pelican Baya i močvarama što se prostiru prema sjeveru. Sela su im bila: sle'tsksi, wudo'kan, iwunau'ts, duno'ksi, e'o'kai, wa`lo'kdi, wak'a'k, gai'loks (ili) gaila'lks, sto'kmatc. Njihova sela možda su bila i e'o'kak na Wood Riveru i e'ukwa'lksi, na istočnoj strani Wood Rivera.
- iu'la`lonkni (Iu'la'lonkni; 19 sela): Ova je skupina nastanjivala Klamath Falls (Link River) i istočne obale Klamatha. Sela: kEt!ai'ksi, suwiaka'eks (na Modoc Pointu), iula'u, diu'wiaks, kau'omot, di'tk!aks, kolwa'l (na Rattlesnake Pointu), wuk!o'twas (na Buck islandu u jezeru Klamath), lama'tcksi (na kopnu istočno od Buck Islanda), k!su'nk!si, iwau'wone (na obje obale Link Rivera), iu'`lalone (na ušću Klamath Rivera), weka'els, wut!ana'koks (na mjestu danas isušene moćvare), iup!a'tona (namjestu iste močvare kao i selo wut!ana'koks), woksa'lks (na sjeveru močvare Wokasa uz Klamath jezero), de'ktconks (nasuprot Buck Islanda), sa'stitka'-wals ( na Squaw Pointu).
- kowa'cdikni (Kowa'cdikni; 1 selo): Ova banda Imala je selo na Agency Lake, i možda su bili dio a'ukckni Klamatha.

Hodge navodi sela i bande: Awalokaksaksi, Kohashti, Kulshtgeush, Kuyamskaiks, Nilakshi, Shuyakeksh, Yaaga i Yulalona.

## Povijest
Dolaskom Petera Skeene Ogdena Klamathi će uskoro izgubiti svoju zemlju i završiti na rezervatu. Do provale bijelih naseljenika dolazi 1841. (Oregon Trail), a 1864. zajedno s Modocima moraju otići na rezervat Klamath. Gubitak zemlje i slobodnog života navest će ih da 1871. prihvate religiju Ghost Dance, prema kojoj će u nadolazećim godinama doći do apokalipse u kojoj će doći do uništenja zemlje, nakon koje će svi Indijanci ponovno biti stvoreni na novoj zemlji i moći se vratiti svojem slobodnom načinu života. Ovu mesijansku religiju uveo je Wovoka, od bijelaca nazivan Jack Wilson, pripadnik plemena Sjeverni Pajuti, raširivši se među plemenima Velikog Bazena. Sljedeće godine (1872.), njihovi rođaci su preseljeni u Kaliforniju do dolazi do poznatog Modočkog rata, ali im se Klamathi ne pridružuju. -Do svojeg punog priznanja dolaze tek 1986 godine, a 11 godine kasnije (1997.) u Chiloquinu otvahaju kazino Kla-Mo-Ya Casino, nazvan po prvim slogovima imena plemena Klamath, Modoc i Yahuskin.

## Etnografija
U 19. stoljeću Klamathi su naseljeni u jugozapadnom Oregonu, a prve materijale o njima sakupio je Peter Skeene Ogden koji ih posjećuje 1829. i uspostavlja trgovačke veze. Klamathi žive od lova, ribolova i sakupljanja sjemenki wokasa, jedne močvarne biljke koja je Klamath i Lutuami Indijancima služila za hranu. -U rana vremena kultura Klamatha vezana je uz močvaru i životinjski i biljni svijet u njoj. Odjeća i mnoge druge stvari izrađivali su se od rogozi i tule-trske, tu spadaju i ženske suknjice, šeširi, mokasine i košare koje su Indijancima služile za nošenje ali i skladištenje i kuhanje hrane.
Klamathi su imali dva tipa kuća, onaj zimski i ljetni. Za zimu su gradili kuće dijelom ukopane u tlo, od drvene konstrukcije i prekrivene zemljom tule-trskom. Otvor na vrhu krova kuće služio je kao ulaz i kao rupa za dim. Preko ljeta zadovoljsavali su se jednostavnim štitnicima poznatim kao wickiup, izgrađene od vrbovine i tule-trske. Gradili su i malene parne kupelji koje su i služila za uzimanje ceremonijalnog parnog kupanja i očišćenja. Sela Klamatha su malena i svako bira svoje vlastite vođe. Šamanizam je kod njih u pravilu nasljedan, a to se odnosi i na Shahaptian plemena Nez Percé i Tenino, s kojima ih neki povezuju u jezično srodstvo. Šaman stupa kontakt s duhovima, a jedan od zadataka mu je i liječenje bolesnih. Klamathi su preuzeli i clap rattle, instrument poznat kao parabára, a imala su ga plemena središnje Kalifornije,  Klamathi su ga preuzeli od plemena sjeverno od rijeke Pit. Clap rattle, kaže Spier, nikada se nije koristio u obredima inicijacija niti u šamanske svrhe, nego isključivo u ceremoniji Ghost Dance, koja se pojavljuje oko 1870. 
Klamathi su jedno od plemena koje držalo robove, što je pak karakteristika kulturnom području Sjeverozapadne obale. Na postojanje ropstva u krajevima sve do Kalifornije i južnog Oregona ukazuje Henry W. Henshaw. Kod Klamatha rob je nazivan lugsh, a riječ je nastala od glagola, u značenju  'nositi teret' .

## Vanjske poveznice
- Cultural History  Arhivirana inačica izvorne stranice od 8. studenoga 2001. (Wayback Machine)
- Crater Lake  Arhivirana inačica izvorne stranice od 11. prosinca 2006. (Wayback Machine)
- Klamath  Arhivirana inačica izvorne stranice od 21. veljače 2009. (Wayback Machine)
- Klamath  Arhivirana inačica izvorne stranice od 18. ožujka 2007. (Wayback Machine)
- Society-KLAMATH  Arhivirana inačica izvorne stranice od 25. rujna 2006. (Wayback Machine)
- Kla-Mo-Ya Casino  Arhivirana inačica izvorne stranice od 21. prosinca 2006. (Wayback Machine)
- Klamath Tribes - A sovereign nation on the dole  Arhivirana inačica izvorne stranice od 20. listopada 2006. (Wayback Machine)